# Peter Wackernagel (Regisseur)

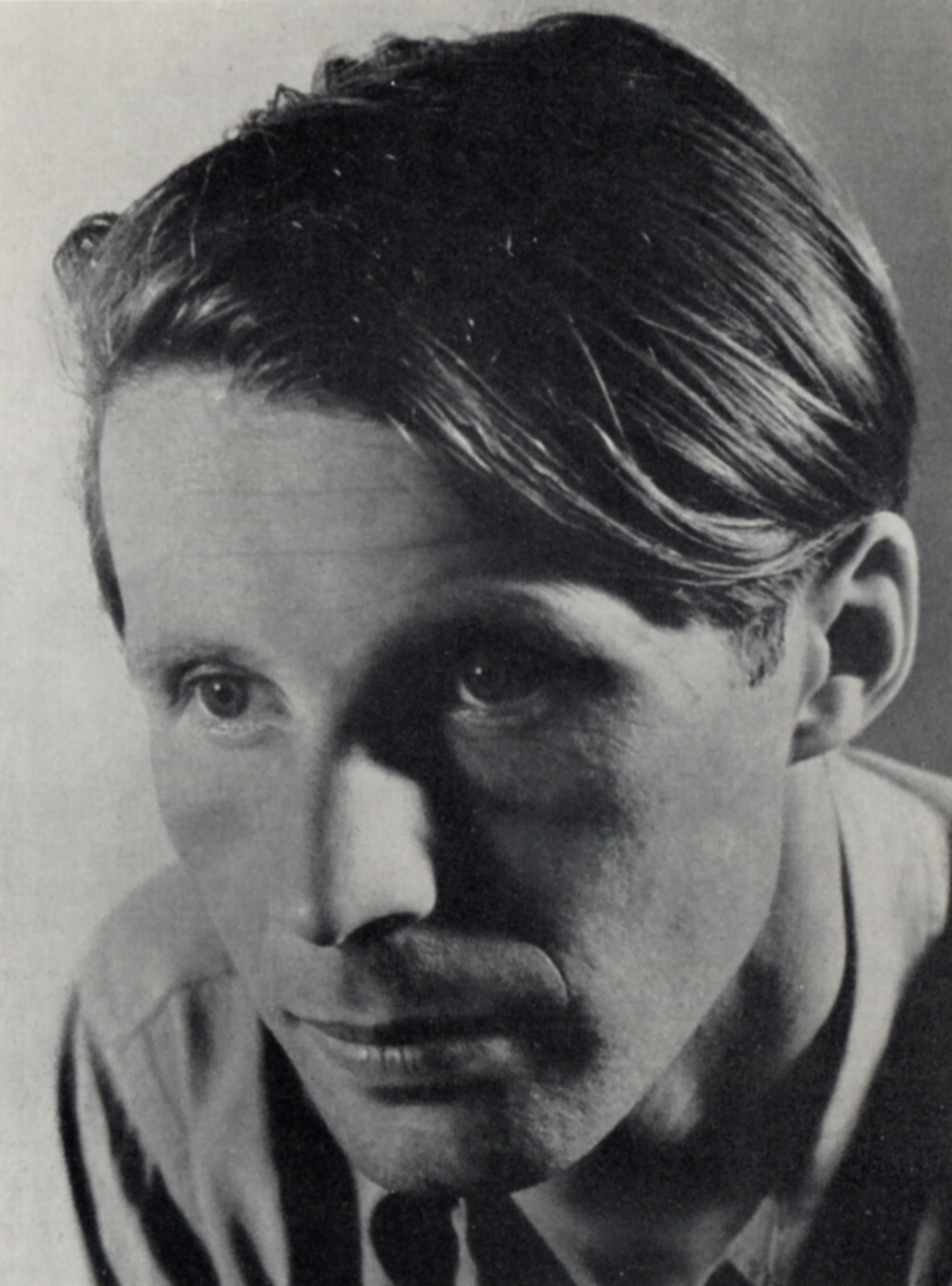
Porträt von Peter Wackernagel während seiner Zeit in Ulm, Fotosiegel Neu-Ulm

Peter Paul Wackernagel (* 10. April 1913 in Leipzig; † 26. Juli 1958 in Ulm) war ein deutscher Regisseur, Spielleiter an mehreren städtischen Bühnen und von Mai 1954 bis zu seinem Tod Intendant der Städtischen Bühnen Ulm. Er galt als einer der profiliertesten Intendanten in der Nachkriegszeit.

## Leben
Peter Wackernagel wurde 1913 in Leipzig als Sohn des Kunsthistorikers Martin Wackernagel und der Schriftstellerin Ilse von Stach geboren. Von 1933 bis 1939 studierte er in Köln, Münster, Florenz und Rom Kunstgeschichte und Theaterwissenschaft. Im Zweiten Weltkrieg wurde er als Soldat in Afrika eingesetzt, konnte aber bereits 1943 nach Stuttgart zurückkehren, wo er bis 1945 eine Stelle als Regieassistent am Stuttgarter Staatstheater übernahm. Es folgte dann eine Zeit als selbständig arbeitender Regisseur an der Landesbühne Esslingen und dem Hamburger Thalia-Theater. Danach wurde er als Spielleiter in das Schauspielhaus Tübingen und an die Städtischen Bühnen Freiburg berufen.
In Freiburg inszenierte Peter Wackernagel Paul Claudels Seidener Schuh so erfolgreich, dass ihm dies im Herbst 1949 die Berufung zum Oberspielleiter unter dem Intendanten Gustav Deharde nach Ulm einbrachte, wo er das Stück ein weiteres Mal inszenierte. Bereits 1950 gründete Peter Wackernagel das Podium, das zunächst in der Max-Wieland-Galerie mit 150 Plätzen angesiedelt war und das später 1969 in den Neubau des Ulmer Theaters integriert wurde. Hier konnte Wackernagel seine Vorstellung umsetzen von einem Theater als Arena, in dem Spieler und Gäste eine Gemeinschaft bilden – eine Tradition, die in den Provisorien nach 1945 wieder lebendig wurde und für Wackernagel durch den Neubau des Doppelhauses für das Nationaltheater Mannheim vorbildlich umgesetzt wurde. Nachdem Deharde Ulm verlassen hatte, wurde Peter Wackernagel im Mai 1954 zum Nachfolger als Intendant benannt.
Zu seinen Schwerpunkten gehörte William Shakespeare, unter anderem mit Aufführungen von Der Sturm und Ein Sommernachtstraum, Heinrich von Kleist, unter anderem mit Das Käthchen von Heilbronn, und die moderneren Autoren Thornton Wilder und Paul Claudel. Peter Wackernagel suchte in seinen Inszenierungen die Verbindung zwischen dem Künstlerischen und dem Geistigen mit Bezug zur Religion und Ethik. Er schätzte aus diesem Grunde Stücke, bei denen Mensch und Überwelt in Zusammenhang stehen. Das christliche Theater sah er in seiner Zeit als zukunftsgerichtet, als Weg, der „Menschen, die ihre Kontaktfähigkeit verloren haben, durch Erfüllung einer äußeren Form wieder zur Erlebnisfähigkeit und damit zum Erlebnis des Mysteriums“ bringt.

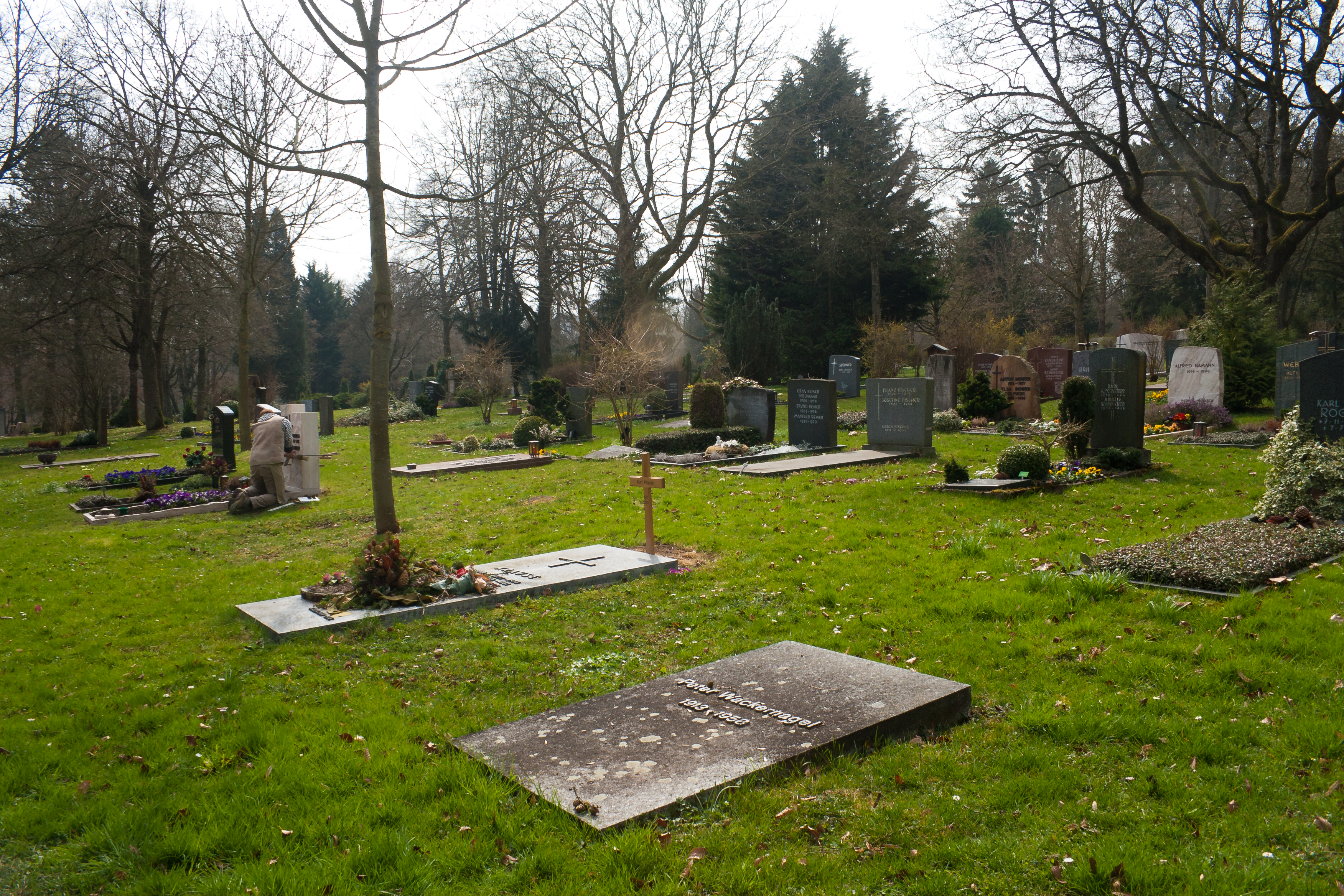
Grabstätte am Neuen Friedhof in Ulm

Peter Wackernagel verstarb 1958 während der Spielzeitpause. Er hinterließ seine Ehefrau, die Schauspielerin Erika Wackernagel, die er in Ulm kennengelernt hatte, sowie ihre gemeinsamen Kinder Sabine und Christof.
Der überraschend frühe Tod wurde als sehr schmerzhaft empfunden und veranlasste die Stadt Ulm, eine Gedenkschrift mit einigen seiner Texte, mehreren Kritiken und Nachrufen herauszugeben. Inge Aicher-Scholl dichtete in ihrem Nachruf in Bezug auf Shakespeares Sturm:
Trost

Du bist nicht tot –

bist abgeschieden

auf einer Zauberinsel

gleich wie Prospero.